# Avire (cráter)
Avire es un cráter de impacto del planeta Marte situado a -40.8° Norte y 159.9° Oeste (-40.5° Norte y 200.1° Este). La colisión causó una abertura de 6.5 kilómetros de diámetro en la superficie del cuadrángulo MC-24 del planeta. El nombre fue aprobado el 16 de abril de 2008 por la Unión Astronómica Internacional en honor a la localidad de Avire (Vanuatu).